# 柴平村
柴平村（しばひらむら）は秋田県鹿角郡にあった村。現在の鹿角市花輪の北部にあたる。

## 地理
- 山：大森、二ツ森、独鈷森、中岳、四角岳、大森、女森
- 河川：米代川、間瀬川、根市川

## 歴史
- 1889年（明治22年）4月1日 - 町村制の施行により、柴内村、平元村の区域をもって発足。
- 1956年（昭和31年）9月30日 - 花輪町と合併し、改めて花輪町が発足。同日柴平村廃止。

## 交通

### 鉄道路線
- 日本国有鉄道
  - 花輪線
    - 柴平駅

### 道路
- 県道盛岡毛馬内線（現・国道282号）

## 著名出身者
- 石田収蔵 (人類学者)
- 児玉作左衛門 (解剖学者)
- 児玉政吉 (市長)